# Tiengemeten

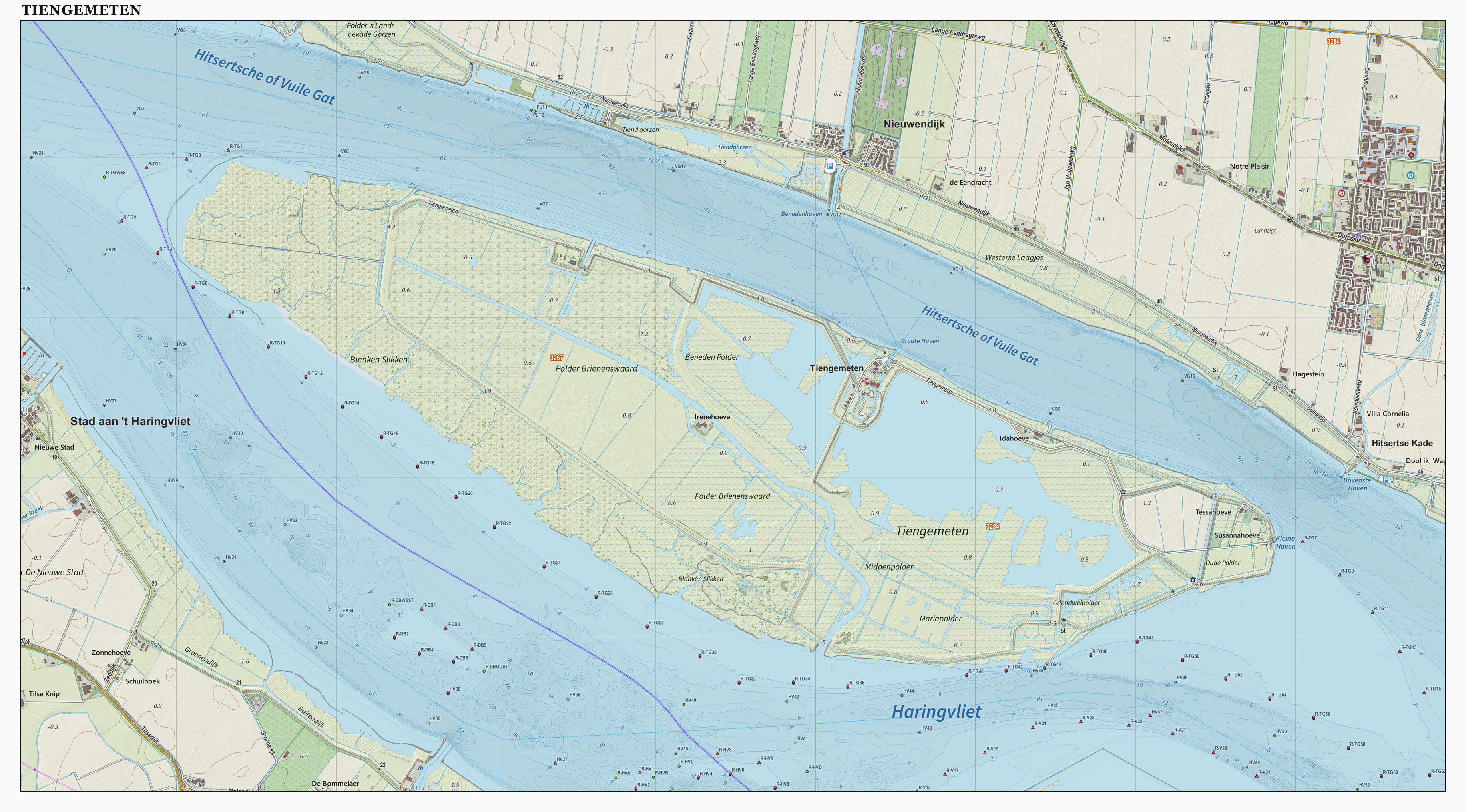
Carta topografica del 2005 di Tiengementen

Rozenburg è un'isola dei Paesi Bassi nel bacino del Delta del Reno, della Mosa e della Schelda nella municipalità di Hoeksche Waard nella provincia dell'Olanda Meridionale.

## Geografia
L'isola ha una superficie di 10,50 km² e su di essa vivono 10 abitanti, si trova circa 11 km a sud di Spijkenisse nell'Haringvliet.

## Storia
Il nome deriva da un'antica unità di superficie il gemet che è pari a circa 0,4 ettari. Tien significa in lingua olandese dieci, ma l'attuale superficie dell'isola non corrisponde al nome.
Tiengemeten è nata nel XVII secolo come un banco di sabbia nell'Haringvliet. Destinata prevalentemente ad uso agricolo, nel 2007, l'isola è stata restituita alla natura spostando gli abitanti al di fuori dell'isola stessa.
L'isola oggi ospita diversi uccelli migratori compresi il falco pescatore e la garzetta e una popolazione di bovini highlander. L'isola, collegata con un piccolo traghetto da Nieuwendijk, può essere visitata in bicicletta.